# International Computing and Combinatorics Conference
La conférence International Computing and Combinatorics Conference  (abrégé en COCOON) est une conférence scientifique dans le domaine de l’informatique théorique, et plus particulièrement de ses aspects algorithmiques.

## Thèmes et organisation
Les thèmes de la conférence couvrent l'algorithmique, la théorie de la calculabilité, la complexité informatique, et la combinatoire en relation avec l'informatique. En plus de résultats théoriques, le colloque est particulièrement intéressé par des contributions qui rendent compte de recherches expérimentales et appliquées d'intérêt général. Les thèmes sont notamment :
Théorie algorithmique des jeux • Théorie algorithmique de l’apprentissage (Algorithmic learning theory) • Algorithmes et structures de données • Algorithmes en ligne •  Algorithmes d'approximation • Théorie des automates et des langages formels  • Logique et calculabilité  • Bio-informatique • Complexité informatique • Géométrie algorithmique • Raisonnement assisté par ordinateur et découverte de connaissance •  Cryptographie et sûreté informatique • Bases de données et systèmes à base de connaissances • Calcul formel géométrie et théorie des nombres • Tracé de graphes et visualisation d'informations • Théorie des graphes  • Réseaux de communication • Optimisation • Calcul parallèle et distribué
Les contributions sont, comme d'usage dans ces conférences, évaluées par des pairs. 
Pour la 22e conférence de 2016,  113  propositions ont été soumises, et 50 ont été acceptées, soit un taux d'acceptation de 44 % environ. Chaque proposition a été examinée par au moins trois rapporteurs. Certains articles sont sélectionnés pour publication dans des numéros spéciaux de Theoretical Computer Science ou du Journal of Combinatorial Optimization.
Comme il est d'usage, un certain nombre de conférenciers sont invités pour des communications plénières. En 2017, trois conférences invitées ont été données.
Les actes sont publiés dans la série des Lecture Notes in Computer Science de Springer. 
En 2014, le classement établi par Microsoft classe la conférence 41e dans sa liste (ou dans le troisième cercle).

## Historique
COCOON a lieu chaque année depuis 1995, habituellement en été. Les conférences ont lieu en divers pays du Sud-Est Asiatique (Chine, Vietnam, Taïwan, Singapour, Japon), et aussi en Australie, aux États-Unis et au Canada.
Les conférences récentes ou à venir sont :
- COCOON 2017 Hong Kong
- COCOON 2016 Ho Chi Minh Ville
- COCOON 2015 Pékin
- COCOON 2014 Atlanta

## Articles liés
- Liste des principales conférences d'informatique théorique.